# 梅赛德斯-奔驰EQ
梅赛德斯-奔驰EQ（德語：Mercedes-Benz EQ）是汽车制造商梅賽德斯-賓士集團于2016年为梅赛德斯-奔驰设立的子品牌。戴姆勒自身将EQ定义为一个产品和技术品牌。此外，来自Smart的电动车也被称为Smart EQ。其品牌口号为“电动智能”。梅赛德斯-奔驰EQ的系列产品将包括未来所有梅赛德斯-奔驰的电动汽车以及相关产品和服务。制造商还使用EQ动力的缩写EQ，以指代梅赛德斯-奔驰的电动和插电式混合动力技术，以及相应主题的“EQ Ready”。